# فرودگاه کنایما
فرودگاه کنایما (به انگلیسی: Canaima Airport) (به زبان بومی: Aeropuerto de Canaima) یک فرودگاه همگانی با کد یاتا CAJ است که یک باند فرود آسفالت دارد و طول باند آن ۲۱۵۵ متر است. این فرودگاه در کشور ونزوئلا قرار دارد و در ارتفاع ۴۴۲ متری از سطح دریا واقع شده‌است.